# Parcul Natural Vânători-Neamț
Parcul Natural Vânători-Neamț este o arie protejată de interes național ce corespunde categoriei a V-a IUCN (parc natural), situată în nord-estul României în nordul județului Neamț spre limita cu județul Suceava.

## Date geografice
Este localizat atât pe versantul estic al Munților Stânișoarei în zona subdiviziunii acestora intitulată „Munții Neamțului” cât și în zona Subcarpaților Neamțului (parte a Subcarpaților Moldovei), în raza comunelor Crăcăoani, Agapia, Vânători Neamț, a orașului Tg. Neamț, și a stațiunilor Bălțătești și Oglinzi.

## Descriere
Parcul natural Vânători-Neamț (30.818 ha) a fost înființat în anul 1999, urmând ca anul următor să fie declarat arie protejată prin Legea Nr.5 din 6 martie 2000 (privind aprobarea Planului de amenajare a teritoriului național - Secțiunea a III-a - zone protejate). Acesta se suprapune sitului de importanță comunitară și ariei de protecție specială avifaunistică omonime și include trei rezervațiile naturale de interes național: Pădurea de Argint, Codrii de Aramă și Rezervația de zimbri și faună carpatină Dragoș Vodă.

## Biodiversitate
Parcul prezintă o arie naturală (păduri de conifere, păduri mixte, păduri caducifoliate, păduri în tranziție, pajiști ameliorate, vârfuri, culmi, abrupturi stâncoase, grote, văi, mlaștini și turbării) cu o diversitate floristică și faunistică ridicată, exprimată atât la nivel de specii cât și la nivel de ecosisteme terestre.

### Habitate
În arealul acestuia au fost identificate 10 de tipuri de habitate naturale de interes comunitar; astfel: Păduri de fag de tip Asperulo-Fagetum; Păduri aluviale cu Alnus glutinosa și Fraxinus excelsior (Alno-Padion, Alnion incanae, Salicion albae);  Păduri ripariene mixte cu Quercus robur, Ulmus laevis, Fraxinus excelsior sau Fraxinus angustifolia, din lungul marilor râuri (Ulmenion minoris); Păduri dacice de fag (Symphyto-Fagion); Pajiști montane de Nardus bogate în specii pe substraturi silicioase; Pajiști de altitudine joasă (Alopecurus pratensis Sanguisorba officinalis); Comunități de lizieră cu ierburi înalte higrofile de la nivelul câmpiilor, până la cel montan și alpin; Fânețe montane; Vegetație lemnoasă cu Salix eleagnos de-a lungul râurilor montane și habitat cu Vegetație lemnoasă cu Myricaria germanica de-a lungul râurilor montane.

### Faună
Fauna sitului este una bogată și variată în specii (mamifere, reptile, amfibieni, pești, păsări); dintre care unele protejate la nivel european prin Directiva CE (anexa I-a) 92/43/CE (privind conservarea habitatelor naturale și a speciilor de faună și floră sălbatică) sau aflate pe lista roșie a IUCN.

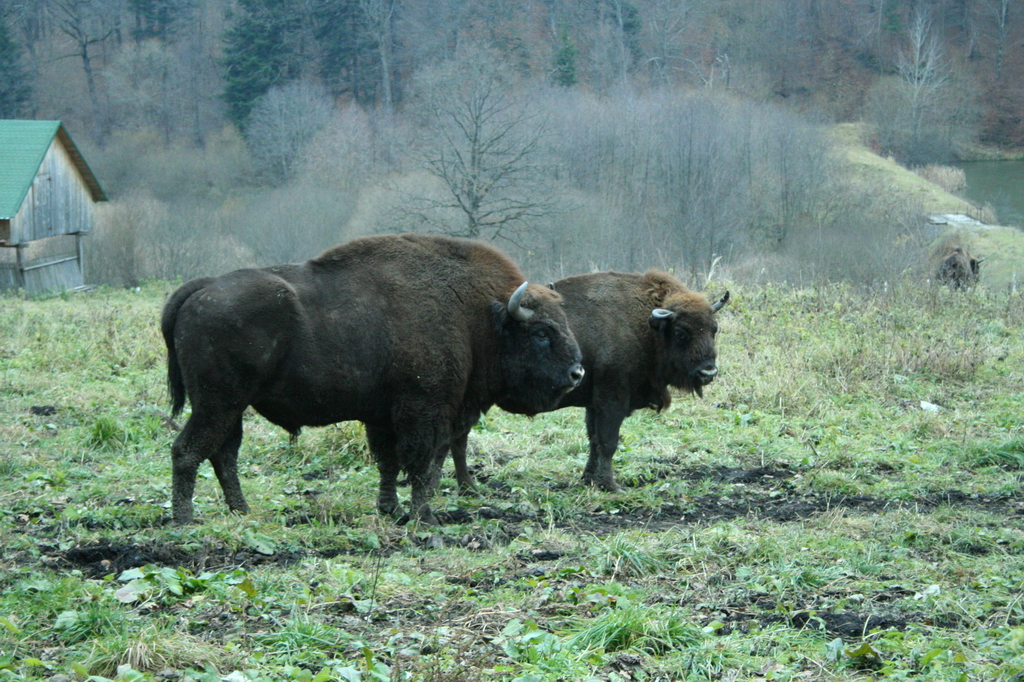
Zimbrii în rezervația faunistică Dragoș Vodă

Mamifere cu specii de ursul brun (Ursus arctos), lup cenușiu (Canis lupus), râs eurasiatic (Lynx lynx), vidră de râu (Lutra lutra), zimbrul (Bison bonasus), mistreț (Sus scrofa),  cerb (Cervus elaphus), căprioară (Capreolus capreolus), vulpe roșcată (Vulpes vulpes), pisică sălbatică (Felis silvestris), veveriță (Sciurus carolineansis), iepure de câmp (Lepus europaeus),  liliacul cu urechi mari (Myotis bechsteinii), liliacul mic cu potcoavă (Rhinolophus hipposideros);
Amfibieni și reptile: salamandra carpatică (Triturus montandoni), sălămâzdră de uscat (Salamandra salamandra), tritonul cu creastă (Triturus cristatus), tritonul de munte (Triturus alpestris), tritonul comun transilvănean (Triturus vulgaris), ivorașul-cu-burta-galbenă (Bombina variegata), brotacul-verde-de-copac (Hyla arborea), broasca râioasă brună (Bufo bufo), broasca-roșie-de-munte (Rana temporaria), viperă (Vipera berus), șarpele orb (Anguis fragilis), șopârlă de câmp (Lacerta agilis); 
Pești: mreană vânătă (Barbus meridionalis), zglăvoacă (Cottus gobio), dunăriță (Sabanejewia aurata);  
Insecte: fluturele tigru (Callimorpha quadripunctaria), cosașul transilvan (Pholidoptera transsylvanica), croitorul mare al stejarului (Cerambyx cerdo);
Păsări (migratoare și de pasaj) protejate prin Directivei Consiliului European 147/CE din 30 noiembrie 2009 (privind conservarea păsărilor sălbatice): acvilă țipătoare mică (Aquila pomarina), acvilă de munte (Aquila chrysaetos), uliu păsărar (Accipiter nisus), pescăruș albastru (Alcedo atthis), stârc cenușiu (Ardea cinerea), rață mare (Anas platyrhynchos), fluierar de munte (Actitis hypoleucos), cucuvea (Athene noctua), ciuf de pădure (Asio otus), lăstun mare (Apus apus), ciocârlia de câmp (Alauda arvensis), fâsă de pădure (Anthus trivialis), fâsă de luncă (Anthus pratensis), fâsă de munte (Anthus spinoletta), lăcarul de rogoz (Acrocephalus schoenobaenus), lăcarul de mlaștină (Acrocephalus palustris), lăcarul de lac (Acrocephalus scirpaceus), lăcarul mare (Acrocephalus arundinaceus), pițigoi moțat (Aegithalos caudatus), cocoșul de mesteacăn (Bonasa bonasia), bufniță (Bubo bubo), șorecar comun (Buteo buteo), mătăsar (Bombycilla garrulus), barză albă (Ciconia ciconia), barză neagră (Ciconia nigra), erete de stuf (Circus aeruginosus), erete vânăt (Circus cyaneus), erete cenușiu (Circus pygargus), cristei de câmp (Crex crex), caprimulg (Caprimulgus europaeus), prepeliță (Coturnix coturnix), prundaș gulerat mic (Charadrius dubius), porumbel de scorbură (Columba oenas), porumbel gulerat (Columba palumbus), cuc (Cuculus canorus), mierla de apă (Cinclus cinclus), sticlete (Carduelis carduelis), florinte (Carduelis chloris), cânepar (Carduelis cannabina), botgros (Coccothraustes coccothraustes), ciocănitoare neagră (Dryocopus martius), ciocănitoare de stejar (Dendrocopos medius), șoim de iarnă (Falco columbarius), muscar-gulerat (Ficedula albicollis), muscar-mic (Ficedula parva), vânturel de seară (Falco vespertinus), șoimul rândunelelor (Falco subbuteo), cinteză (Fringilla coelebs), ciuvică (Glaucidium passerinum), rândunică de hambar (Hirundo rustica), ciocârlia de pădure (Lullula arborea), privighetoare (Luscinia megarhynchos), sfrâncioc roșiatic (Lanius collurio), grelușelul de stuf (Locustella luscinioides), grelușelul de zăvoi (Locustella fluviatilis), forfecuță gălbuie (Loxia curvirostra), codobatură galbenă (Motacilla flava), codobatură vânătă (Motacilla cinerea), codobatură albă (Motacilla alba), muscar sur (Muscicapa striata), presură sură (Miliaria calandra), capîntorsul (Jynx torquilla), ciuf pitic (Otus scops), pietrar negru (Oenanthe oenanthe), grangur (Oriolus oriolus), viespar (Pernis apivorus), brumăriță de pădure (Prunella modularis), codroș de munte (Phoenicurus ochruros), codroș de grădină (Phoenicurus phoenicurus), pitulice sfârâitoare (Phylloscopus sibilatrix), pitulice de munte (Phylloscopus collybita), mugurar (Pyrrhula pyrrhula), aușel nordic (Regulus regulus), aușel sprâncenat (Regulus ignicapillus), huhurez mare (Strix uralensis), sitar de pădure (Scolopax rusticola), turturică (Streptopelia turtur), mărăcinar (Saxicola rubetra), mărăcinar negru (Saxicola torquata), silvia cu cap negru (Sylvia atricapilla), silvia de câmpie (Sylvia communis), silvia de zăvoi (Sylvia borin), silvie mică (Sylvia curruca), graur (Sturnus vulgaris), cocoșul de munte (Tetrao urogallus), mierlă (Turdus merula), mierla gulerată (Turdus torquatus), sturz (Turdus pilaris), sturz cântător (Turdus philomelos), sturz de vâsc (Turdus viscivorus).

### Floră
Flora ariei protejate este una diversificată, alcătuită din specii de plante distribuite etajat, în concordanță cu structura geologică și geomorfologică, caracteristicile solului, climei sau altitudinii unde aceasta vegetează.
Arbori și arbusti cu specii de: tisă (Taxus baccata), fag (Fagus silvatica), gorun (Quercus petraea), stejar (Quercus robur), mesteacăn (Betula pendula), carpen (Carpinus betulus), paltin de munte (Acer pseudoplatanus), arțar (Acer platanoides), tei (Tilia cordata), frasin (Fraxinus excelsior), jugastru (Acer campestre), mesteacăn (Betula pendula), arțar (Acer platanoides), răchită (Salix bicolor), salcie albă (Salix eleagnos), arin de munte (Alnus viridis), arin negru (Alnus glutinosa), alun (Corylus avellana), păducel (Crataegus monogyna), afin (Vaccinum myrtillus L.), soc negru (Sambucus nigra), mur (Robus fruticosus), zmeur (Robus idaeus), măceș (Rosa canina) sau merișor (Vaccinium vitis-idaea). 

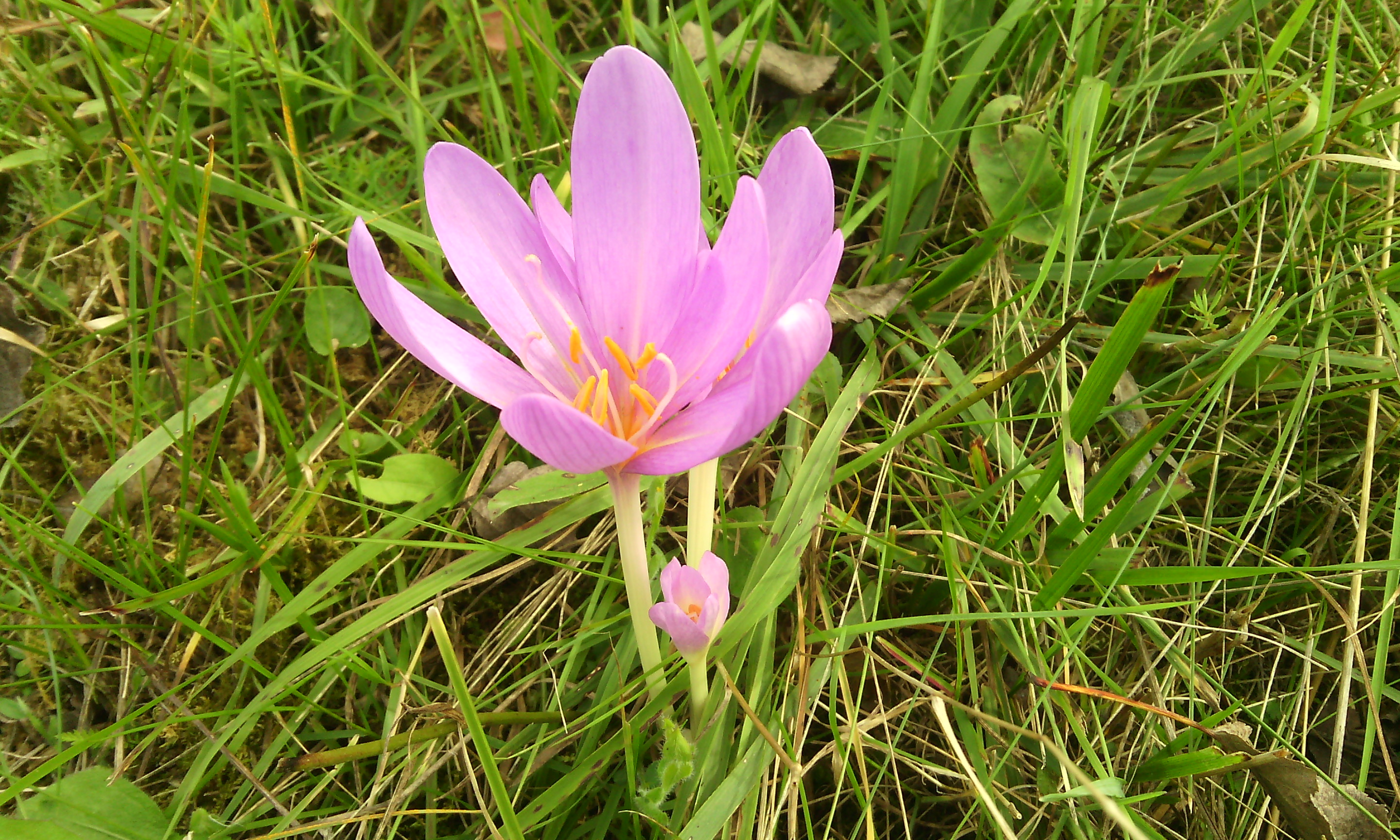
Brândușă de toamnă (Colchicum autumnale)

La nivelul ierburilor sunt întâlnite mai multe elemente floristice rare (unele protejate prin aceeași Directivă a CE 92/43/CE din 21 mai 1992 (anexa I-a)); printre care: clopoțelul de munte (Campanula serrata), papucul doamnei (Cypripedium calceolus), moșișoare (Liparis loeselii), clopțelul cu frunze de crin (Adenophora lilifolia), orhideea piramidă (Anacamptis pyramidalis), orhideea fantomă (Epipogium aphyllum), angelică (Angelica archangelica), arnică (Arnica montana), breabăn (Cardamine glanduligera), dioc (Centaurea phrygia), căpșuniță (Cephalanthera damasonium), căpșuniță roșie (Cephalanthera rubra), buruiana de junghiuri (Cephalanthera longifolia), pălămidă (Cirsium decussatum), crăpușnic (Cirsium furiens),  orhidee (cu specii de: Coeloglossum viride, Dactylorhiza cordigera, Dactylorhiza incarnata, Epipactis purpurata, Gymnadenia conopsea, Gymnadenia odoratissima, Traunsteinera globosa, Herminium monorchis), buzișor (Corallorhiza trifida), brândușă (Crocus reticulatus), brândușă de toamnă (Colchicum autumnale), poroinic (Dactylorhiza maculata), buhai (Listera ovata), buhăieș (Listera cordata), bozior (Dactylorhiza sambucina), garoafă (Dianthus collinus ssp. glabriusculus), mlăștiniță (cu specii de Epipactis atrorubens și Epipactis helleborine), dumbrăviță de baltă (Epipactis palustris), ghiocel (Galanthus nivalis), crucea voinicului (Hepatica transsilvanica), bulbuc de munte (Trollius europaeus), ochiul-boului (Leucanthemum waldsteinii), cornișor (Lycopodium annotinum), pedicuță (Lycopodium clavatum), ploșnițoasă (Orchis coriophora), untul vacii (Orchis morio), cărbuni (Phyteuma vagneri), scara Domnului (Polemonium caeruleum), piciorul-cocoșului (Ranunculus carpaticus), joldeală (Serratula wolffii), oușor (Streptopus amplexifolius), brustur-negru (Symphytum cordatum), iarba-viperei (Scorzonera humilis).  

## Căi de acces
- Drumul național DN15C pe ruta: Târgu Neamț - Humuleștii Noi - drumul național DN15F în direcția Agapia.
- Drumul național DN17B pe ruta: Vatra Dornei - Stejaru - Fărcașa - Poiana Largului - drumul național DN15 spre Piatra Neamț - Bodești - Crăcăoani.
- Drumul național DN15 pe ruta: Borsec - Tulgheș, Harghita - Grințieș, Neamț - Bistricioara - Poiana Largului - drumul național DN15B în direcția Dolhești - Stânca.

## Monumente și atracții turistice
În vecinătatea parcului se află numeroase obiective de interes istoric, cultural și turistic; astfel:
- Ansamblul Mănăstirii Văratec (Biserica "Adormirea Maicii Domnului" - datând de la începutul secolului al XIX-lea;  Biserica "Sf. Ioan Botezătorul" - datând din 1844; Biserica "Schimbarea la Față" - datând din 1847; Turnul clopotniță de poartă - datând din secolul al XIX-lea și chilii din secolele XIX-XX) inclus pe lista monumentelor istorice (cod LMI: NT-II-a-A-10732)[18].
- Ansamblul Mănăstirii Agapia (Biserica „Sf. Voievozi” - datând din secolul al XVII-lea; Bolnița de lemn „Adormirea Maicii Domnului” - datând din 1780; Biserica de lemn „Sf. Ioan Bogoslov” - datând din 1821; Paraclisul „Nașterea Maicii Domnului” - datând din 1864; Turnul clopotniță - datând din 1823; și chiliile construite în secolele XIX-XX) inclus în lista monumentelor istorice (cod LMI: NT-II-a-A-10627)[19].
- Ansamblul Mănăstirii Horaița (Biserica „Botezul Domnului” - 1824; paraclisul „Sfântul Nicolae” - secolul al XVII-lea; stăreția - începutul secolului al XX-lea și turnul clopotniță - secolul al XVIII-lea) din satul Poiana Crăcăoani, monument istoric (cod LMI: NT-II-a-B-10643).

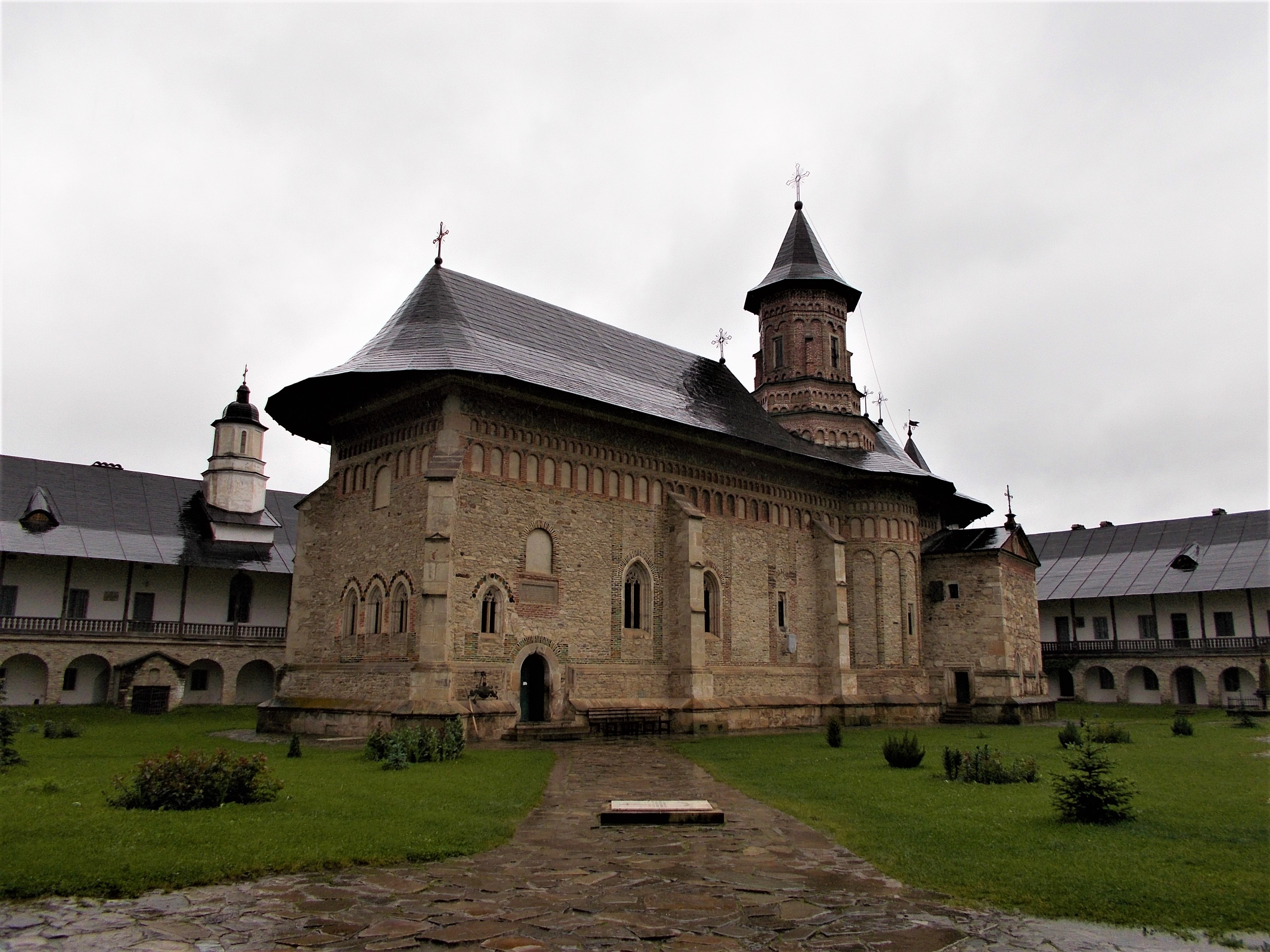
Biserica Mănăstirii Neamț

- Ansamblul Mănăstirii Secu (Biserica „Tăierea capului Sfântului Ioan Botezătorul” - 1605; paraclisul „Sfântul Nicolae” - secolul al XVIII-lea; paraclisul „Adormirea Maicii Domnului” - 1844; Biserica „Nașterea Sfântului Ioan Botezătorul” - 1832; turnul-clopotniță și incinta fortificată - secolul al XVII-lea) din Vânători-Neamț, monument istoric (cod LMI: NT-II-a-A-10735).
- Ansamblul Mănăstirii Sihăstria Secului (Biserica „Nașterea Maicii Domnului” - 1824; Biserica de lemn „Sfinții Voievozi” - 1740; paraclisul „Sfinții Ioachim și Ana” - 1840; stăreția; chiliile - secolul al XIX-lea și turnul-clopotniță - 1825) din Vânători-Neamț, monument istoric (cod LMI: NT-II-a-A-10736).
- Ansamblul Mănăstirii Neamț (Biserica „Înălțarea Domnului” - 1497;Biserica „Sfântul Gheorghe” - 1826; Biserica-bolniță „Sfântul Ioan cel Nou” -1848; turnul-clopotniță de poartă cu paraclisul „Buna Vestire” - 1821; paraclisul „Adormirea Maicii Domnului” - 1809; paraclisul „Sfântul Pantelimon” - 1820; Turnul Pârgului - secolul al XV-lea; agheazmatarul - 1836; casa Nicodim - 1846  și casele monahale - secolele al XVIII-XX) din satul Mânăstirea Neamț, monument istoric.
- Schitul Sihla și Biserica de lemn Nașterea Sf. Ioan Botezătorul din Vânători-Neamț.
- Mănăstirea Horaița din satul Crăcăoani. Mănăstirea poartă hramul „Botezul Domnului”.
- Muzeul de Istorie, Arheologie și Etnografie Târgu Neamț (muzeul se află în clădirea fostei Școli Domnești din Tîrgu Neamț) ce adăpostește colecții valoroase de ceramică aparținând culturilor Cucuteni, Precucuteni și Starčevo-Criș.
- Muzeul de Etnografie, Folclor, Istorie și măști tradiționale "Nicolae Popa" de la Târpești.
- Cetatea Neamțului construită de Petru I Mușat și întărită de Ștefan cel Mare, cetatea a fost în Evul Mediu principala fortificație care apăra capitala Moldovei, Suceava, dinspre sud.
- Casa memorială Ion Creangă de la Humulești din Humulești, aproape de malul Ozanei.
- Casa memorială Veronica Micle din Târgu Neamț.
- Casa Memorială „Mihail Sadoveanu” din satul Vânători Neamț.
- Lacul Cuejdel (denumit și Lacul Crucii), este unul dintre cele mai mari lacuri de baraj natural din România[20]